# Хонъимбо Санса
Хонъимбо Санса (яп. 本因坊算砂 Хонъимбо: Санса, имя при рождении — Кано Ёсабуро (яп. 加納 與三郎 Кано: Ёсабуро:), 1559 год — 13 июня 1623 года), известный также под своим монашеским именем Никкай (日海) — выдающийся японский игрок в го и сёги периода Эдо, основатель дома Хонъимбо, буддийский священник, исповедовавший учение Нитирэна.

## Биография
Кано Ёсабуро родился в 1559 году. В возрасте 9 лет он стал монахом и получил имя Никкай. Буддистская школа, к которой он принадлежал, была основана в XIII веке монахом Нитирэном, почитавшимся святым, и получила впоследствии его имя. Нитирэн при жизни был сильным игроком в го, благодаря этому в монастыре всячески поощрялось увлечение этой игрой. Слово «Хонъимбо» произошло от названия одного из буддийских монастырей храмового комплекса Дзяккодзи, где проживал Никкай.
В 1578 году объединитель Японии Ода Нобунага признал Никкая первым мэйдзином го. В 1582 Нобунага устроил матч между Никкаем и его учеником и противником, также монахом-последователем Нитирэна Касио Ригэном (鹿塩 利玄 род. 1565), в будущем — основателем дома Хаяси. Партия закончилась тройным ко (ситуация, когда партию невозможно доиграть до конца). После этого матча произошло вынужденное самоубийство Нобунаги (Инцидент в храме Хонно-дзи), в результате чего тройное ко в го-партии стало считаться предвестником беды.
В 1587 преемник Нобунаги Тоётоми Хидэёси назначил Никкая на официальную должность министра по го (Годокоро). В следующем году Никкай выиграл крупный турнир, организованный Хидэёси, после которого сёгун объявил, что любой игрок должен брать у Никкая фору или право первого хода.
В 1603, когда сёгун Ияэсу издал указ о создании Академии Го и назначил Никкая её директором, Никкай передал обязанности священника в Дзяккодзи своему младшему брату, чтобы полностью посвятить себя новым обязанностям. Примерно в 1605 году Никкай взял новое имя — Хонъимбо Санса. Тогда же сложились четыре великих дома (крупные школы) го — Хонъимбо (Академия Го, где Санса стал основателем и первым главой), Иноуэ, Ясуи и Хаяси. Эти четыре школы продолжили существовать до 30-х годов XX века. Каждый новый глава дома Хонъимбо по традиции менял своё имя и начинал носить фамилию «Хонъимбо».
Хонъимбо Санса также был достаточно сильным игроком в сёги. Первоначально он занимал пост не только годокоро, но и сёгидокоро («министр сёги», ведавший всем, что касалось игры сёги при дворе), однако позже этот пост занял Охаси Сокэй, в 1608 году выигравший у Хонъимбо Санса со счётом 7-1 матч на звание первого мэйдзина сёги, организованный сёгуном Токугавой Иэясу.

## Ученики
- Досэки Накамура (яп. 中村道碩 Накамура До:сэки) — основатель клана Иноуэ.
- Сантэцу Ясуи (яп. 安井算哲 Ясуи Сантэцу) — основатель клана Ясуи.
- Санъэцу Хонъимбо (яп. 本因坊算悦 Хонъимбо: Санъэцу) — 2-й Хонъимбо.